# Морская блокада

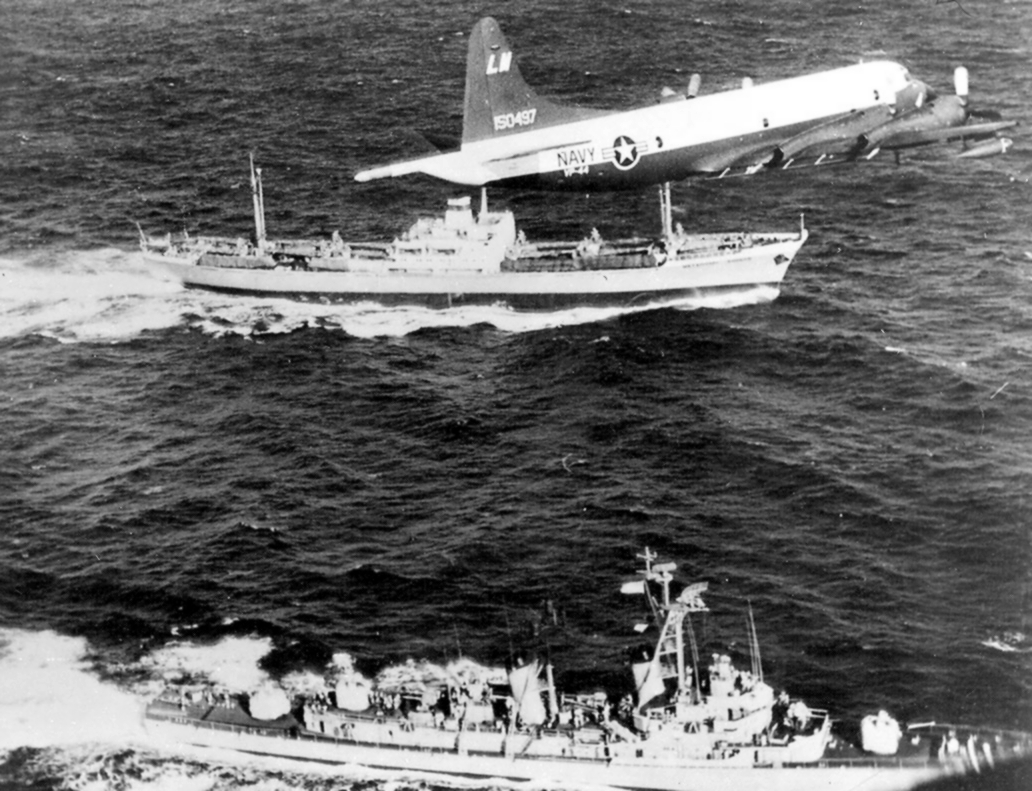
Советское торговое судно «Металлург Аносов» идёт курсом на Кубу. Параллельным курсом идёт эсминец ВМС США Barry (DD-933), над ними пролетает самолёт Lockheed P-3A-20-LO «Orion» (BuNo 150497) патрульной эскадрильи VP-44. Карибский кризис, 10 ноября 1962 года. Фото с самолёта ВМС США, U.S. Navy National Museum of Naval Aviation.

Морская блокада (военная блокада) — система мер, предпринимаемых во время вооружённого конфликта с целью прекращения доступа к морскому побережью противника, чтобы вынудить его отказаться от использования собственных или оккупированных им портов, военно-морских баз, побережья и примыкающих к ним морских вод для торговых и иных связей морем с другими государствами.
В других источниках указано что Морская блокада (Морская демонстрация) предпринимается по отношению к стране, которой не объявлена война, но на которую желают этим путём оказать давление, и Блокада морская особый вид военных действий на море.

## История
Подобные действия известны в истории войн с древности. Один из самых знаменитых примеров — блокада Александром островного порта Тира в 332 до н. э., как часть общей осады. Термин «морская блокада» стал применяться с конца XVI века. Впервые морской блокадой называют действия которые были предприняты голландцами в 1581 году против испанцев, которые оккупировали Фландрию. В 1630 года Генеральные штаты Голландии издали специальный декрет, известный в литературе международного права как Голландская декларация. В нём определялись условия морской блокады. В 1689 году Англия и Голландия заключили Уайтхолдский договор о блокаде французских берегов, в котором были изложены правила нотификации о блокаде.
Воюющие государства, объявляя морскую блокаду, стремятся прервать морские коммуникации неприятельского государства, чтобы максимально ослабить экономические ресурсы противной стороны и лишить её возможности торговли с нейтральными странами.
Морская блокада затрагивает интересы и невоюющих государств, поскольку она препятствует поддержанию сообщений с блокируемым районом и всякие попытки судов проникнуть туда могут закончиться захватом их блокирующей державой.
Морская блокада регламентируется правилами Парижской (1856) и Лондонской (1909) деклараций и обычными нормами международного права. В соответствии с Лондонской декларацией 1909, при объявлении морской блокады должны указываться дата начала блокады, географические границы блокируемого побережья и срок, который даётся нейтральным судам для выхода из блокируемых портов.
Морская блокада может осуществляться и в мирное время в качестве принудительных действий против государства — нарушителя норм международного права. В частности, в Уставе ООН морская блокада рассматривается как возможная коллективная мера для восстановления и поддержания международного мира и безопасности, предпринимаемая по решению Совета Безопасности ООН. Несмотря на это, блокада в общественном сознании закрепилась как военное действие. Поэтому с 1945 года для неё стараются подбирать другие названия.

## Использование морской блокады

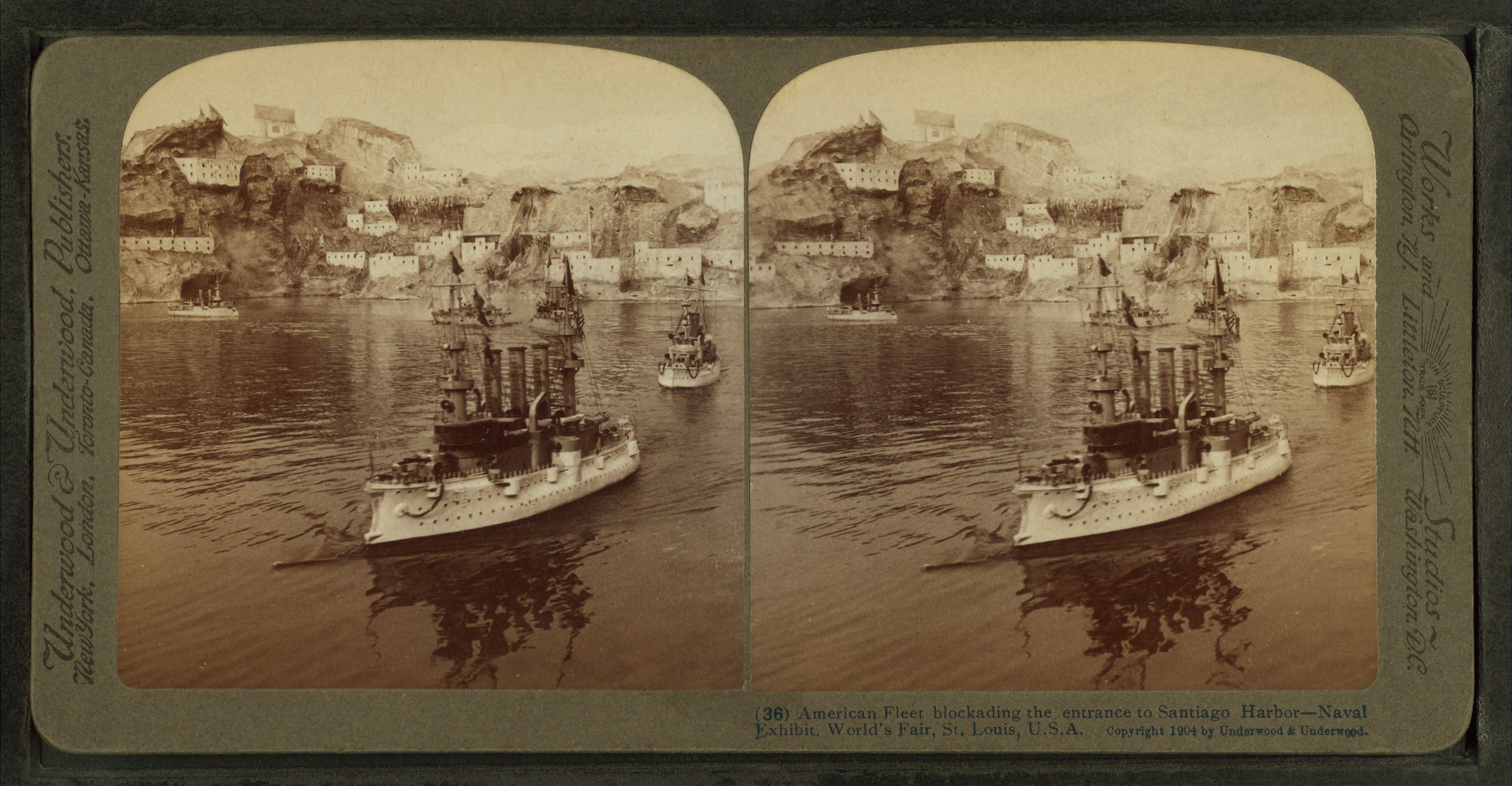
блокада гавани Сантьяго-де-Куба кораблями военного флота США в 1898 году (из коллекции стереоскопических изображений 1903-1905 гг.)

- Семилетняя война 1756—1763 — эскадра Балтийского флота России пыталась осуществить блокаду пролива Зунд для недопущения английского флота в Балтийское море.
- Русско-турецкая война 1768—1774 — Эскадра Балтийского флота осуществляла блокаду пролива Дарданеллы.
- Французские революционные и Наполеоновские войны — в 1792—1815 годах Англия блокировала побережье Франции, её союзников и сателлитов, что составляло временами почти весь европейский континент.
- Англо-американская война 1812—1814 — Английский флот подверг блокаде побережье США, после чего совершил высадку десанта, захватив бо́льшую часть Вашингтона.
- Англо-датская война 1807—1814 — Английский флот, стремясь предотвратить присоединение Дании к Континентальной блокаде, в 1807 высадил на датское побережье десант, который во взаимодействии с английским флотом блокировал Копенгаген, что привело к сдаче датской столицы и захвату почти всего датского флота.
- Гражданская война в США 1861—1865 — Флот северян осуществил успешную блокаду южных портов, благодаря чему Конфедерация была лишена связи с Великобританией и Францией.

В ходе испано-американской войны в 1898 году корабли военно-морского флота США установили морскую блокаду порта Сантьяго-де-Куба на юго-восточном побережье Кубы, в дальнейшем город был осаждён и взят войсками США.
- Первая мировая война — в 1917—1918 подводные лодки Германии пытались осуществить блокаду Британских островов. Вместе с тем Великобритания осуществляла успешную блокаду Германии на море, в результате чего экономическое и продовольственное положение Германии осложнилось до, практически, голода 1917-1918 годов. Полностью блокада была снята только после подписания Версальского мирного договора в 1919 году.
- Вторая мировая война — Германия в 1940-1943 годах пыталась блокировать морские связи Великобритании с США, Канадой и другими странами. Уничтожались морские конвои с военными грузами поставлявшимися по Ленд-лизу. В ответ флот союзников пытался не допустить поставки стратегического сырья в Германию, из других стран, морскими путями. Немцы использовали корабли и подводные лодки блокадопрорыватели.
- Корейская война — ВМС США крупными силами осуществляли блокаду всех портов КНДР и северо-восточного побережья Корейского полуострова, одновременно осуществляя поддержку действий наземных войск.
- Карибский кризис — наиболее крупная операция ВМС США по осуществлению тотальной морской блокады Кубы (задействован практически весь корабельный состав Атлантического флота США).
- Война во Вьетнаме — ВМС США крупными силами несколько лет осуществляли непрерывную блокаду всего вьетнамского побережья.
- Англо-аргентинская война 1982 года — Великобритания осуществляла блокаду Фолклендских островов и 200-мильной зоны вокруг них, называя её «зоной полного исключения» (англ. Total Exclusion Zone, TEZ).
- Между первой и второй войной в Персидском заливе, многонациональные морские силы (по мандату ООН) осуществляли блокаду Ирака. Эти действия назывались «эмбарго» и «воспрещение морских сообщений» (англ. Maritime Interdiction).
- Блокада сектора Газа — с 2007 года по настоящее время
- Российская блокада украинских портов